# Gamla Tullen
För fastigheten ”Gamla Tullen 7” – numera ”Nordstaden 13:7” i Göteborg – se Malmska huset.

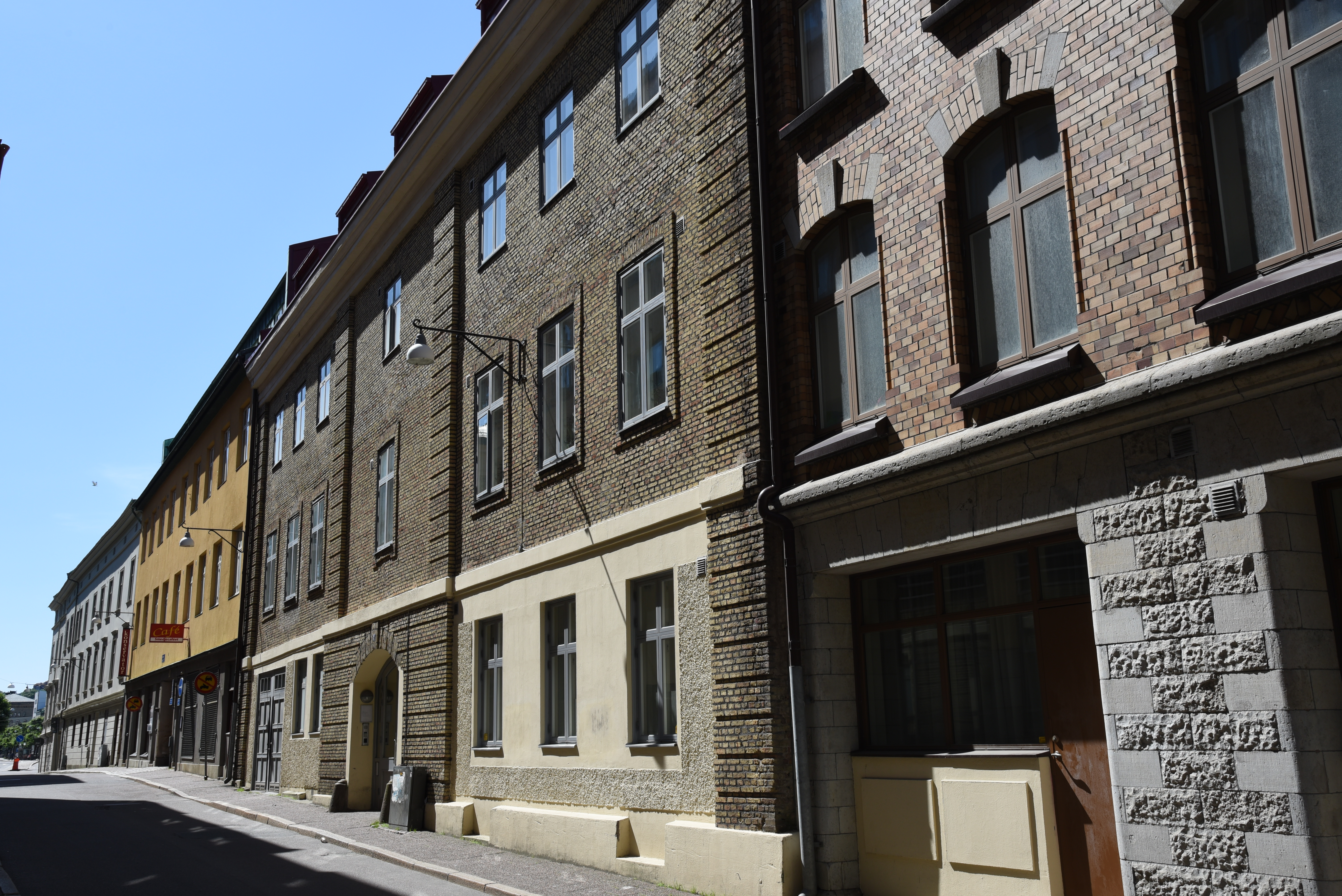
Holtermanska baracken vid Smedjegatan 3.

Gamla Tullen är det 13:e kvarteret i  stadsdelen Nordstaden i Göteborg. Kvarteret är sedan 1600-talet påverkat av sitt läge nära hamnen. Här fanns fram till 1900-talet verksamheter med anknytning till sjöfart. Det har alltid haft en förnämare sida som Norra Hamngatan och Packhusplatsen riktad ut mot vattnet och enklare bebyggelse in mot Postgatan och Smedjegatan.
De första 200 åren gränsade kvarteret i väster till Masthamnen, nuvarande Packhusplatsen. Längs med Norra Hamngatan låg påkostade handelshus. Privathuset vid hörnet mot Smedjegatan (Nordstaden 13:14) byggdes om till Tull- och Packhus för Göteborgs stad år 1727. 
Särskilt tydlig blev kvarterets sociala uppdelning under 1800-talets första del. Då bodde förmögna köpmän vid Norra Hamngatan medan kvarterets inre hälft vid Smedjegatan låg stadens fattigvårds- och arbetsinrättning där 400-500 fattiga och sjuka trängdes. Omkring 1860 flyttades fattigvårdsanstalten. Masthamnen fylldes ut och Packhuskajen byggdes ut mot Göta älv. Kvarteret fick sedan nya hamnanknutna verksamheter bland annat Broströmrederiet till Broströmia. Tull- och Packhuset övertogs på 1920-talet av Göteborgs Hamnförvaltning och 40 år senare uppfördes en ny byggnad för hamnförvaltningen på tomten intill.
Under 1990-talet påbörjades om- och nybyggnad för bostäder i norra delen av kvarteret (Nordstaden 13:3 och 13:10) vid Postgatan. Broströmia togs över av Hovrätten för Västra Sverige och hamnens byggnader hyrdes ut till varierande verksamheter. 
Ett unikt inslag i kvarteret är gränden mellan fastigheterna Nordstaden 13:4 och 13:13 – Packhusplatsen 4/Postgatan 1 och Norra Hamngatan 6 – som står i förbindelse med varandra genom en passage.

## Byggnader i kvarteret längs med Packhusplatsen och Norra Hamngatan

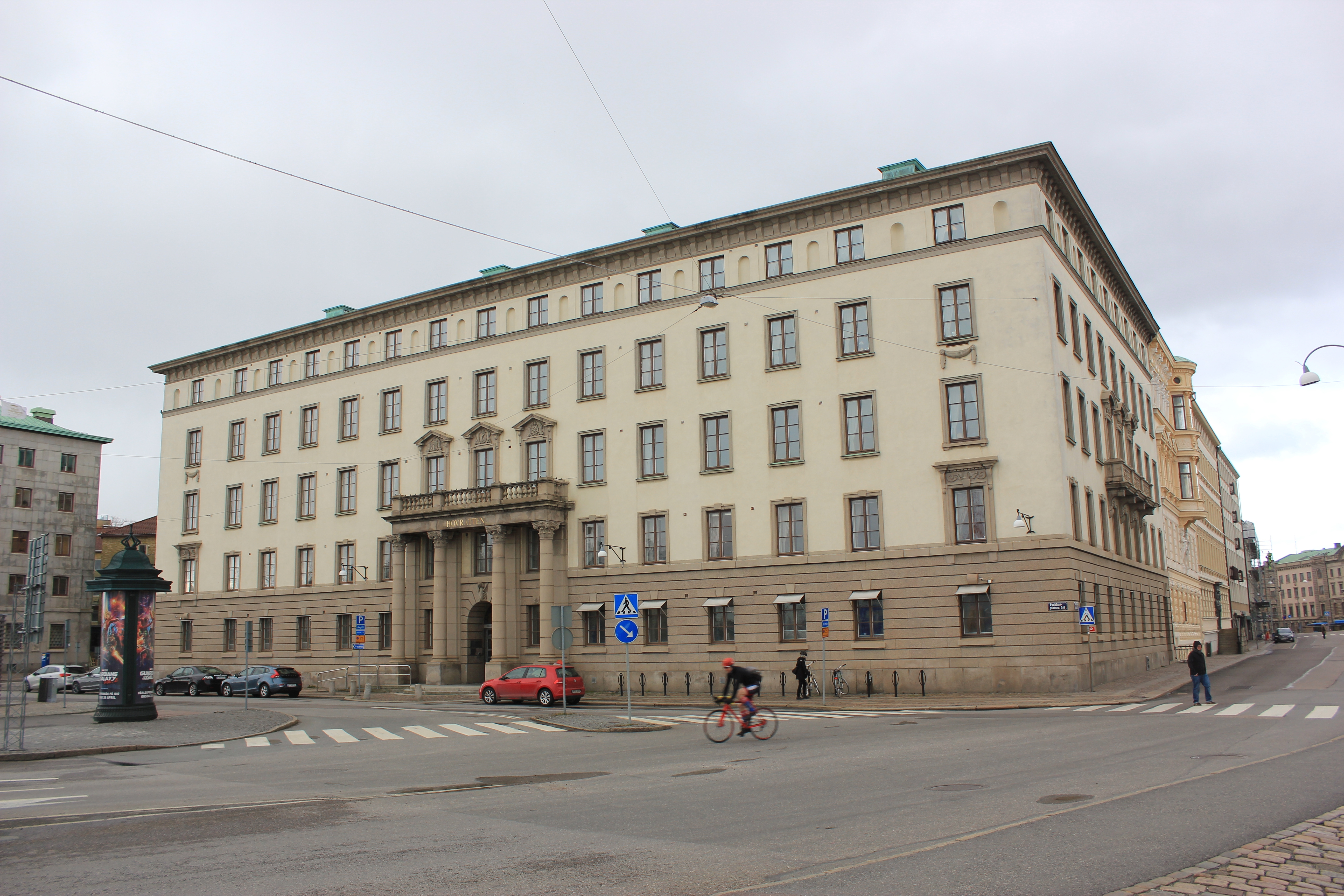
"Broströmiahuset" ombyggt 1993 för Hovrätten för Västra Sverige.

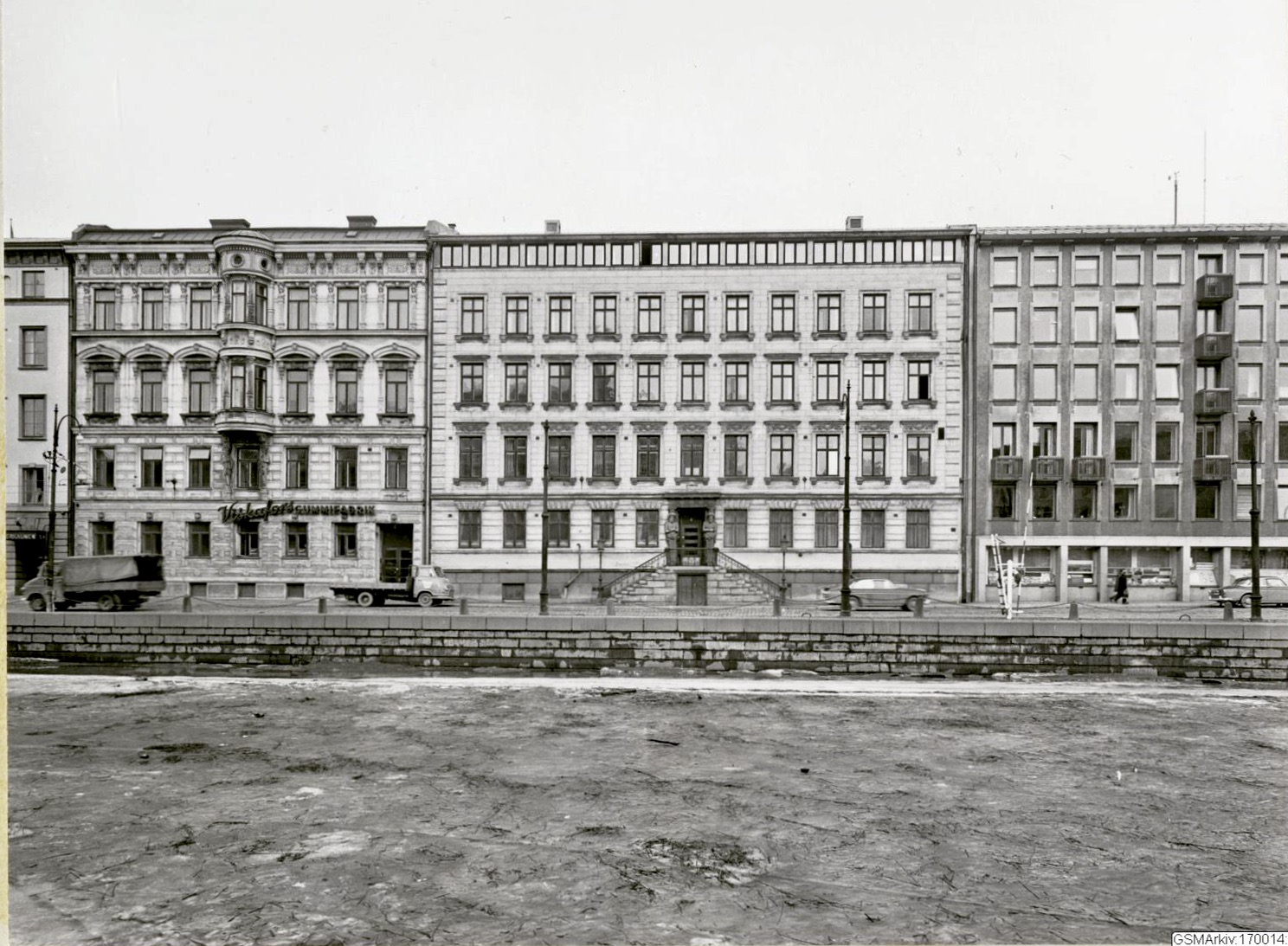
Norra Hamngatan 4-8 – med från vänster – Malmska huset och Thamska huset.
Foto från 1966. Bildsamlingen vid Göteborgs stadsmuseum.

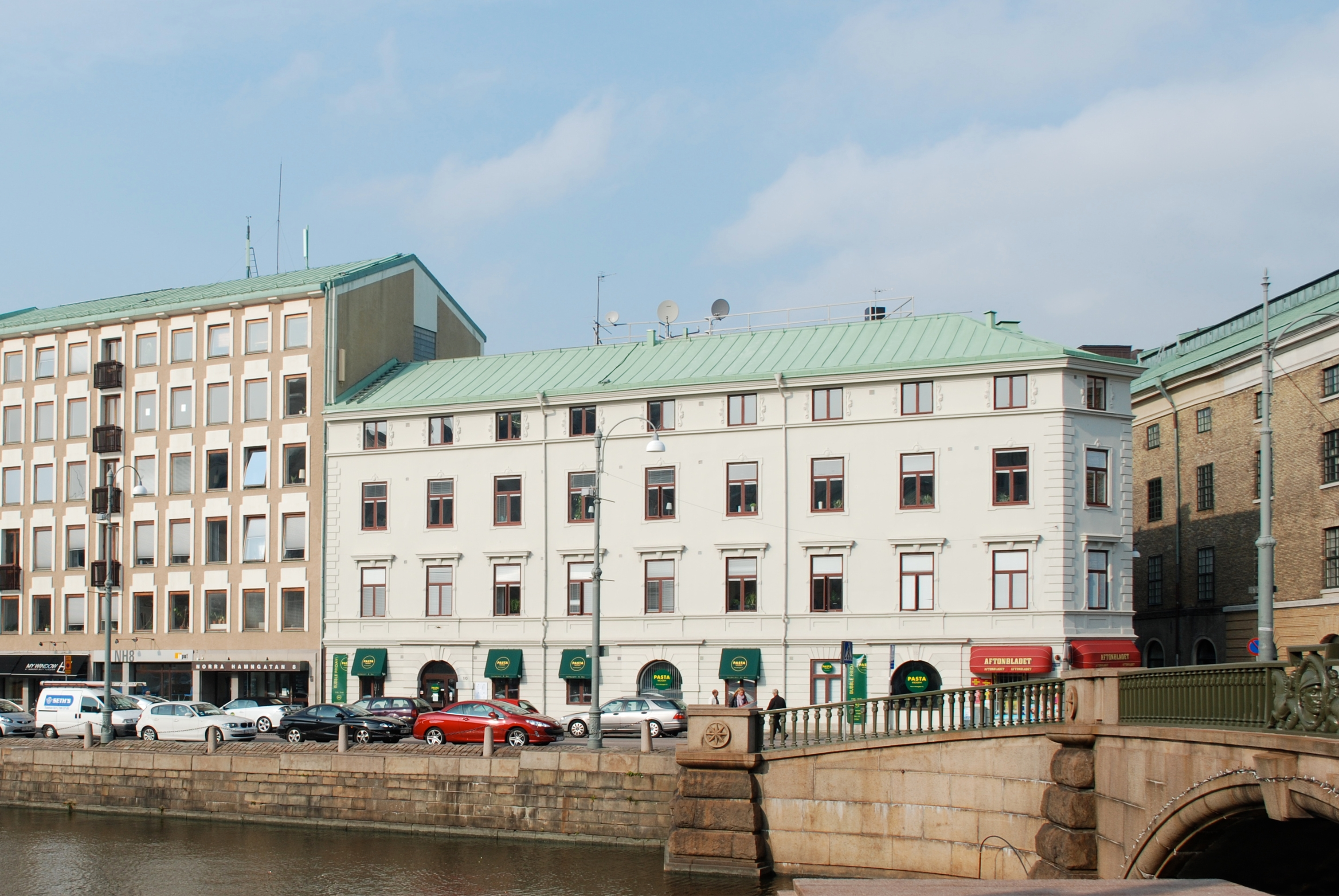
Norra Hamngatan 10.

- Packhusplatsen 4/Postgatan 1 i kvarteret 13 Gamla Tullen — femvåningshus i tegel och sten, uppfört 1898 efter ritningar av arkitekt Hjalmar Cornilsen. Hotell AB Hembygden övertog fastigheten 1910, och 1920 togs verksamheten över av Svenska Amerika Linien. Hotelldelen hette därefter Strand Hotell fram till 1945 och 1950 köptes fastigheten av Fastighets AB Broströmia. Med början 2003 ombyggdes fastigheten till lägenheter.[3]

- Norra Hamngatan 2/Packhusplatsen 5-6 i Kvarteret 13 Gamla Tullen. "Broströmiahuset" (norra huset på tomten 13:12 mot Packhusplatsen), uppfördes 1850 i fyra våningar. F O Peterson & Söner[4] gjorde en om- och påbyggnad 1926–28 för det Broströmska rederiet, som flyttade dit 1907 och därefter förvärvade fastigheten 1916–17. Huset ombyggdes 1993 för Hovrätten för Västra Sverige.

- Norra Hamngatan 4 i Kvarteret 13 Malmska huset, tomt 13:7. Ett kontorshus i fyra våningar med putsad fasad och burspråk. Handelsman Max Malm uppförde byggnaden 1882–83 och bodde där själv till 1893. Arkitekten hette Adrian C. Peterson. En tornbyggnad togs bort 1931. Lars Gathenhielms bror Kristen Gathenhielm (1682–1722) är den första kända ägaren till fastigheten. Kommerserådet Niklas Björnberg lät på platsen anlägga en handelsgård, omkring 1815. Som direktör i Ostindiska kompaniet 1806-1813 hade han tjänat en förmögenhet på brännvinsbränning.[5]

- Norra Hamngatan 6/Smedjegatan 5 i Kvarteret 13 Gamla Tullen, tomt 13:4. "Thamska huset", ett fyravåningars kontorshus som troligen uppfördes 1732 i två våningar av Volrat Tham, förmögen direktör i Svenska Ostindiska Companiet.[6]

- Norra Hamngatan 8 i Kvarteret 13 Gamla Tullen, tomt 13:15. Huset i sex våningar uppfördes 1963 för Göteborgs Hamn AB efter ritningar av Lund & Valentin arkitekter.

- Norra Hamngatan 10/Smedjegatan 7-9 i Kvarteret 13 Gamla Tullen, tomt 13:14. Radheska huset eller Palmecronska huset. Ett trevåningshus med påbyggd vindsvåning. Källarmästare Bryngel Radhe uppförde här ett tvåvånings stenhus och öppnade krogen Kronan (efter dennes död 1679 övertar sonen Jonas krogen och driver den fram till sin död 1706). Detta var efter storbranden på natten till den 2 januari 1669, då cirka sextio hus brann ner i stadsdelen Nordstaden.[7]

Göteborgs stad köpte fastigheten 1725 för 7 500 daler silvermynt och använde den till tull- och packhus.  Stadsarkitekt Johan Eberhard Carlberg fick uppdraget att bygga om huset. Byggnaden rappades och avputsades i gult, medan fönster, portar, omramningar och portaler samt takkomischen målades i ljusgrå oljefärg. I november 1728 stod huset färdigt att tas i bruk. Vid den stora eldsvådan 1746 Tullpackhuset till det fåtal byggnader som klarade sig, men inte nederlags- och auktionshuset. Det byggdes upp igen 1748.
En våning byggdes på 1816 av stadsarkitekt Jonas Hagberg, och förändrade huset till nyantik stil. Vid en senare ombyggnad 1874 fasades hörnet mot Smedjegatan av, och tio år senare inrättas butiken i hörnet. Samtidigt byggs huset på med en vindsvåning. År 1922 uppläts huset till Göteborgs hamnstyrelse och 1929 byggdes vindsvåningen om till kontor. Då grannfastigheten nr 8 uppförs 1960, moderniseras även det Radheska huset.